# Pseudorhyssa acutidentata
Pseudorhyssa acutidentata är en stekelart som beskrevs av Kusigemati 1984. Pseudorhyssa acutidentata ingår i släktet Pseudorhyssa och familjen brokparasitsteklar. Inga underarter finns listade i Catalogue of Life.